# Кубок «Балтики» 2002
Кубок «Балтики» 2002 — XXXV международный хоккейный турнир в рамках Еврохоккейтура. Состоялся в Москве с 16 по 22 декабря 2002 года. В турнире приняли участие пять команд: России, Чехии, Швеции, Финляндии и Словакии. Победителем стала сборная Чехии.

## Матчи турнира
| 16 декабря 2002 18:30 | Швеция | 0 : 3 (0:1, 0:1, 0:1) | Россия | МСА "Лужники", Москва Зрителей: 7800 |

| Отчёт          | Отчёт                    | Отчёт | Отчёт                        | Отчёт               |
| -------------- | ------------------------ | --- | ---------------------------- | ------------------- |
|                |                          | |                              |                     |
|                | Стефан Лив — 00:00-60:00 | Вратари | 00:00-60:00 — Максим Соколов | Судья: Милан Минарж |
|                | Голы:                    | |                              | Судья: Милан Минарж |
|                | 0:1 0:2 0:3              | 19:21 — Александр Суглобов (С. Соин) 35:53 — Виталий Прошкин (С. Зиновьев, Д. Ерофеев) 53:16 — Александр Суглобов (С. Соин) |                              | Судья: Милан Минарж |
|                |                          | |                              | Судья: Милан Минарж |
|                |                          | |                              | Судья: Милан Минарж |
|                |                          | |                              | Судья: Милан Минарж |
| 12 (4+4+4) мин | Штраф                    | 6 (0+4+2) мин |                              | Судья: Милан Минарж |
|                |                          | |                              |                     |
|                | 21 (3+10+8)              | Броски | 29 (12+7+10)                 |                     |

| 16 декабря 2002 19:30 | Финляндия | 4 : 1 (0:1, 3:0, 1:0) | Словакия | Эспоо Зрителей: 6000 |

| Отчёт | Отчёт               | Отчёт                 | Отчёт              | Отчёт                                     |
| --- | ------------------- | --------------------- | ------------------ | ----------------------------------------- |
| |                     |                       |                    |                                           |
| | Кимо Капанен        | Вратари               | Мирослав Шимонович | Судьи: Александр Зайцев Нокисалми Саарнио |
| | Голы:               |                       |                    | Судьи: Александр Зайцев Нокисалми Саарнио |
| Томми Сантала (Э. Сомервуори, К. Пелтонен) 20:45 Паси Саарела (М. Тахтинен, С. Таркки) 21:40 Арто Куки (Т. Пилман) 24:20 Тони Содерхолм (М. Тахтинен, А. Тукио) 49:28 | 0:1 1:1 2:1 3:1 4:1 | 2:13 Мирослав Шковица |                    | Судьи: Александр Зайцев Нокисалми Саарнио |
| |                     |                       |                    | Судьи: Александр Зайцев Нокисалми Саарнио |
| |                     |                       |                    | Судьи: Александр Зайцев Нокисалми Саарнио |
| |                     |                       |                    | Судьи: Александр Зайцев Нокисалми Саарнио |
| 6 мин | Штраф               | 8 мин                 |                    | Судьи: Александр Зайцев Нокисалми Саарнио |
| |                     |                       |                    |                                           |
| | 36 (12+13+11)       | Броски                | 14 (5+5+4)         |                                           |

| 17 декабря 2002 18:30 | Швеция | 1 : 2 Б (1:1, 0:0, 0:0, 0:1) | Чехия | МСА "Лужники", Москва Зрителей: 800 |

| Отчёт                         | Отчёт                                                                                   | Отчёт                               | Отчёт         | Отчёт                   |
| ----------------------------- | --------------------------------------------------------------------------------------- | ----------------------------------- | ------------- | ----------------------- |
|                               |                                                                                         |                                     |               |                         |
|                               | Хенрик Лундквист                                                                        | Вратари                             | Адам Свобода  | Судья: Вячеслав Буланов |
|                               | Голы:                                                                                   |                                     |               | Судья: Вячеслав Буланов |
| Ронни Сундин (Юханссон) 10:55 | 1:0 1:1 Буллиты: Моравек (вратарь). Канберг (вратарь). Балаштик (0:1). Давидссон (мимо) | 19:19 Ярослав Балаштик (М. Микеска) |               | Судья: Вячеслав Буланов |
|                               |                                                                                         |                                     |               | Судья: Вячеслав Буланов |
|                               |                                                                                         |                                     |               | Судья: Вячеслав Буланов |
|                               |                                                                                         |                                     |               | Судья: Вячеслав Буланов |
| 18 мин                        | Штраф                                                                                   | 20 мин                              |               | Судья: Вячеслав Буланов |
|                               |                                                                                         |                                     |               |                         |
|                               | 33 (8+8+15+2)                                                                           | Броски                              | 21 (10+5+4+2) |                         |

| 18 декабря 2002 15:30 | Чехия | 6 : 1 (1:1, 4:0, 1:0) | Словакия | МСА "Лужники", Москва Зрителей: 500 |

| Отчёт | Отчёт                       | Отчёт                                | Отчёт                     | Отчёт                                  |
| --- | --------------------------- | ------------------------------------ | ------------------------- | -------------------------------------- |
| |                             |                                      |                           |                                        |
| | Роман Малек 00:00 - 60:00   | Вратари                              | 00:00 - 60:00 Павол Рыбар | Судьи: Владимир Семенов Химич Камуркин |
| | Голы:                       |                                      |                           | Судьи: Владимир Семенов Химич Камуркин |
| Михал Микеска мен 13:14 Михал Микеска (Р. Тезарек) бол 22:00 Ондржей Кратена (Я. Хейда, Т. Блажек) 33:40 Йиндржих Котрла (Р. Тезарек, Я. Балаштик) 35:35 Роберт Кантор (Я. Балаштик, М. Микеска) 38:30 Михал Суп (О. Кратена, Т. Блажек) 50:10 | 0:1 1:1 2:1 3:1 4:1 5:1 6:1 | 2:23 Душан Мило (Л. Сабол, И. Ратай) |                           | Судьи: Владимир Семенов Химич Камуркин |
| |                             |                                      |                           | Судьи: Владимир Семенов Химич Камуркин |
| |                             |                                      |                           | Судьи: Владимир Семенов Химич Камуркин |
| |                             |                                      |                           | Судьи: Владимир Семенов Химич Камуркин |
| 16 мин | Штраф                       | 10 мин                               |                           | Судьи: Владимир Семенов Химич Камуркин |
| |                             |                                      |                           |                                        |
| | 26 (9+9+8)                  | Броски                               | 14 (1+6+7)                |                                        |

| 18 декабря 2002 18:30 | Россия | 1 : 3 (0:1, 1:1, 0:1) | Финляндия | МСА "Лужники", Москва Зрителей: 8000 |

| Отчёт                                                 | Отчёт           | Отчёт | Отчёт           | Отчёт                              |
| ----------------------------------------------------- | --------------- | --- | --------------- | ---------------------------------- |
|                                                       |                 | |                 |                                    |
|                                                       | Максим Соколов  | Вратари | Никлас Бекстрём | Судьи: Милан Минарж Макаров Оленин |
|                                                       | Голы:           | |                 | Судьи: Милан Минарж Макаров Оленин |
| Дмитрий Власенков (С. Зиновьев, В. Прошкин) бол 37:11 | 0:1 0:2 1:2 1:3 | 19:25 бол Тони Седерхольм (М. Тяхтинен) 35:48 Эро Сомервуори (Т. Сантала) 42:29 Антти Хулкконен (Э. Сомервуори) |                 | Судьи: Милан Минарж Макаров Оленин |
|                                                       |                 | |                 | Судьи: Милан Минарж Макаров Оленин |
|                                                       |                 | |                 | Судьи: Милан Минарж Макаров Оленин |
|                                                       |                 | |                 | Судьи: Милан Минарж Макаров Оленин |
| 6 (4+0+2) мин                                         | Штраф           | 12 (4+6+2) мин                                                                                                  |                 | Судьи: Милан Минарж Макаров Оленин |
|                                                       |                 | |                 |                                    |
|                                                       | 27 (6+13+8)     | Броски | 23 (12+5+6)     |                                    |

| 19 декабря 2002 18:30 | Финляндия | 1 : 0 (0:0, 0:0, 1:0) | Швеция | МСА "Лужники", Москва Зрителей: 500 |

| Отчёт                                           | Отчёт                      | Отчёт   | Отчёт                    | Отчёт                   |
| ----------------------------------------------- | -------------------------- | ------- | ------------------------ | ----------------------- |
|                                                 |                            |         |                          |                         |
|                                                 | Кимо Капанен 00:00 - 60:00 | Вратари | 00:00 - 59:20 Стефан Лив | Судья: Вячеслав Буланов |
|                                                 | Голы:                      |         |                          | Судья: Вячеслав Буланов |
| Эро Сомервуори (И. Миккола, А. Миеттинен) 40:18 | 1:0                        |         |                          | Судья: Вячеслав Буланов |
|                                                 |                            |         |                          | Судья: Вячеслав Буланов |
|                                                 |                            |         |                          | Судья: Вячеслав Буланов |
|                                                 |                            |         |                          | Судья: Вячеслав Буланов |
| 45 мин                                          | Штраф                      | 18 мин  |                          | Судья: Вячеслав Буланов |
|                                                 |                            |         |                          |                         |
|                                                 | 19 (8+6+5)                 | Броски  | 14 (6+2+6)               |                         |

| 20 декабря 2002 17:00 | Словакия | 3 : 1 (0:0, 0:1, 3:0) | Швеция | МСА "Лужники", Москва Зрителей: 300 |

| Отчёт | Отчёт                            | Отчёт                                       | Отчёт                                         | Отчёт                                   |
| --- | -------------------------------- | ------------------------------------------- | --------------------------------------------- | --------------------------------------- |
| |                                  |                                             |                                               |                                         |
| | Мирослав Шимонович 00:00 - 60:00 | Вратари                                     | 00:00 - 59:40, 59:57 - 60:00 Хенрик Лундквист | Судьи: Владимир Семенов Камуркин Оленин |
| | Голы:                            |                                             |                                               | Судьи: Владимир Семенов Камуркин Оленин |
| Марсель Ганзал (Р. Павликовски) 43:39 Рихард Павликовски (М. Ганзал, Л. Черны) 59:16 Мирослав Глинка пв 59:57 | 0:1 1:1 2:1 3:1                  | 37:10 Томас Рудин (П. Холлберг, М. Канберг) |                                               | Судьи: Владимир Семенов Камуркин Оленин |
| |                                  |                                             |                                               | Судьи: Владимир Семенов Камуркин Оленин |
| |                                  |                                             |                                               | Судьи: Владимир Семенов Камуркин Оленин |
| |                                  |                                             |                                               | Судьи: Владимир Семенов Камуркин Оленин |
| 14 мин | Штраф                            | 20 мин                                      |                                               | Судьи: Владимир Семенов Камуркин Оленин |
| |                                  |                                             |                                               |                                         |
| | 24 (7+5+12)                      | Броски                                      | 25 (6+11 +8)                                  |                                         |

| 21 декабря 2002 13:00 | Словакия | 1 : 3 (1:0, 0:1, 0:2) | Россия | МСА "Лужники", Москва Зрителей: 5000 |

| Отчёт                           | Отчёт                                    | Отчёт                                                                                                  | Отчёт                         | Отчёт                          |
| ------------------------------- | ---------------------------------------- | --- | ----------------------------- | ------------------------------ |
|                                 |                                          | |                               |                                |
|                                 | Павол Рыбар 00:00 - 59:40, 59:54 - 60:00 | Вратари                                                                                                | 00:00 - 60:00 Егор Подомацкий | Судьи: Хенрикссон Оленин Шимич |
|                                 | Голы:                                    | |                               | Судьи: Хенрикссон Оленин Шимич |
| Роман Кукумберг (Д. Мило) 18:11 | 1:0 1:1 1:2 1:3                          | 27:28 Алексей Чупин (А. Субботин) 51:05 Сергей Гусев (А. Суглобов) 59:54 Виталий Прошкин (С. Зиновьев) |                               | Судьи: Хенрикссон Оленин Шимич |
|                                 |                                          | |                               | Судьи: Хенрикссон Оленин Шимич |
|                                 |                                          | |                               | Судьи: Хенрикссон Оленин Шимич |
|                                 |                                          | |                               | Судьи: Хенрикссон Оленин Шимич |
| 40 (4+36+0) мин                 | Штраф                                    | 54 (2+0+52) мин                                                                                        |                               | Судьи: Хенрикссон Оленин Шимич |
|                                 |                                          | |                               |                                |
|                                 | 10 (5+2+3)                               | Броски                                                                                                 | 32 (8+10+14)                  |                                |

| 21 декабря 2002 16:30 | Чехия | 3 : 2 (0:1, 3:0, 0:1) | Финляндия | МСА "Лужники", Москва Зрителей: 2000 |

| Отчёт                                                                   | Отчёт                      | Отчёт                                                       | Отчёт                         | Отчёт                                    |
| ----------------------------------------------------------------------- | -------------------------- | ----------------------------------------------------------- | ----------------------------- | ---------------------------------------- |
|                                                                         |                            |                                                             |                               |                                          |
|                                                                         | Адам Свобода 00:00 - 60:00 | Вратари                                                     | 00:00 - 58:50 Никлас Бекстрём | Судьи: Вячеслав Буланов Макаров Камуркин |
|                                                                         | Голы:                      |                                                             |                               | Судьи: Вячеслав Буланов Макаров Камуркин |
| Томаш Блажек (Я. Хейда) 22:21 Михал Суп 22:46 Михал Микеска (Р. Кантор) | 0:1 1:1 2:1 3:1 3:2        | 05:01 Арто Тукио (П. Саарела) 48:38 Яри Каупилла (К. Кухта) |                               | Судьи: Вячеслав Буланов Макаров Камуркин |
|                                                                         |                            |                                                             |                               | Судьи: Вячеслав Буланов Макаров Камуркин |
|                                                                         |                            |                                                             |                               | Судьи: Вячеслав Буланов Макаров Камуркин |
|                                                                         |                            |                                                             |                               | Судьи: Вячеслав Буланов Макаров Камуркин |
| 18 мин                                                                  | Штраф                      | 18 мин                                                      |                               | Судьи: Вячеслав Буланов Макаров Камуркин |
|                                                                         |                            |                                                             |                               |                                          |
|                                                                         | 22 (8+7+7)                 | Броски                                                      | 30 (6+13+11)                  |                                          |

| 22 декабря 2002 12:30 | Россия | 4 : 3 Б (2:1, 1:1, 0:1, 0:0, 1:0) | Чехия | МСА "Лужники", Москва Зрителей: 8800 |

| Отчёт | Отчёт | Отчёт                                                                | Отчёт        | Отчёт                              |
| --- | --- | -------------------------------------------------------------------- | ------------ | ---------------------------------- |
| | |                                                                      |              |                                    |
| | Максим Соколов 00:00-36:10 Егор Подомацкий 36:10-60:00                                                                          | Вратари                                                              | Роман Малек  | Судьи: Хенрикссон Горденко Киселев |
| | Голы: |                                                                      |              | Судьи: Хенрикссон Горденко Киселев |
| Виталий Прошкин (В. Антипов) бол 08:31 Андрей Скопинцев (А. Субботин, А. Чупин) 14:52 Константин Горовиков (А. Суглобов), 21:59 | 1:0 2:0 2:1 3:1 3:2 3:3 Буллиты - 1:0 Дуда - 0:0 (вратарь). Добрышкин - 0:0 (вратарь). Балаштик - 0:0 (вратарь). Зиновьев - 1:0 | 17:50 Роберт Кантор (О. Кратена) 34:40 Ян Марек 46:25 Радим Кухарчик |              | Судьи: Хенрикссон Горденко Киселев |
| | |                                                                      |              | Судьи: Хенрикссон Горденко Киселев |
| | |                                                                      |              | Судьи: Хенрикссон Горденко Киселев |
| | |                                                                      |              | Судьи: Хенрикссон Горденко Киселев |
| 18 (4+4+8+2) мин | Штраф | 51 (33+6+12+0) мин                                                   |              | Судьи: Хенрикссон Горденко Киселев |
| | |                                                                      |              |                                    |
| | 28 (10+7+10+1) | Броски                                                               | 22 (6+6+6+4) |                                    |

## Турнирная таблица
| М  | Команда   |            | 1              | 2           | 3             | 4           | 5 |   | И | В | ВБ | ПБ   | П | Ш | О |
| -- | --------- | ---------- | -------------- | ----------- | ------------- | ----------- | - | - | - | - | -- | ---- | - | - | - |
| 1. | Чехия     | Флаг Чехии | 3:2            | 3:4 бул.    | 6:1           | 2:1 бул.    | 4 | 2 | 1 | 1 | 0  | 14:8 | 9 |   |   |
| 2. | Финляндия | 2:3        | Флаг Финляндии | 3:1         | 4:1           | 1:0         | 4 | 2 | 0 | 0 | 1  | 10:5 | 9 |   |   |
| 3. | Россия    | 4:3 бул.   | 1:3            | Флаг России | 3:1           | 3:0         | 4 | 2 | 1 | 0 | 1  | 11:7 | 8 |   |   |
| 4. | Словакия  | 1:6        | 1:4            | 1:3         | Флаг Словакии | 3:1         | 4 | 1 | 0 | 0 | 3  | 6:14 | 3 |   |   |
| 5. | Швеция    | 1:2 бул.   | 0:1            | 0:3         | 1:3           | Флаг Швеции | 4 | 0 | 0 | 1 | 3  | 2:9  | 1 |   |   |

## Победитель Кубка «Балтики»
| Победитель Кубка «Балтики» 2002 |
| Чехия                           |

## Индивидуальные награды

### Лучшие игроки
| Вратарь    | Кимо Капанен    |               |
| Защитник   | Виталий Прошкин |               |
| Нападающий | Михал Микеска   |               |
| Бомбардир  | Михал Микеска   | 5 (3+2) очков |
| MVP        | Эро Сомервуори  |               |

### Команда «Все звезды»
| Вратарь    | Адам Свобода       |
| Защитник   | Тони Содерхольм    |
| Защитник   | Радим Тесаржик     |
| Нападающий | Михал Микеска      |
| Нападающий | Эро Сомервуори     |
| Нападающий | Александр Суглобов |